# Cecília Henriques
Cecília Henriques, (Lisboa, 9 de outubro de 1989) é uma atriz portuguesa.

## Biografia
Cecília Henriques nasceu em Lisboa, no dia 9 de outubro de 1989. Tem o Curso de Artes e Ofícios do Chapitô. Frequentou vários ateliers de Artes Circenses dirigidos por Márcio Libar, Gardi Hunter, John Mowat, João Martins e Carley Aida. Participou em duas produções infantis com direção musical de Gonçalo Pratas.  Frequentou a Escola Superior de Teatro e Cinema. Frequentou o estágio II de Robert Castle, entre 2009 e 2011. Em teatro, trabalhou ainda com Aarflot, Solveig Nordlund, John Romão, Vasco Araújo, André Godinho e André Teodósio. Trabalha regularmente com o Cão Solteiro como atriz e cocriadora em diversos espetáculos. Fundou em 2011, a companhia de Teatro Plataforma285, onde trabalha como diretora e atriz. Em cinema, trabalhou Alberto Seixas Santos, Gonçalo Luz, Solveig Nordlund ou André Pardal.
Estreou-se em televisão em 2010, ao integrar o  elenco de Lua Vermelha, na SIC. Em 2016, a atriz ganha uma maior notoriedade com o público ao interpretar a cómica Gisela Torres na novela da SIC, Amor Maior. Em televisão Cecília tem atuado em diversas produções fictícias, principalmente na SIC, como Golpe de Sorte, Lua de Mel, Patrões Fora e Os Eleitos.

## Vida Pessoal
A atriz  é mãe de Celeste, nascida no dia 30 de de março de 2021, fruto da relação com o cantor Filipe Sambado. 
É irmã da jornalista da SIC Rita Neves.

## Filmografia

### Televisão[4]
| Ano         | Projeto                           | Papel                    | Notas                                | Canal |
| ----------- | --------------------------------- | ------------------------ | ------------------------------------ | ----- |
| 2010 - 2012 | Lua Vermelha                      | Matilde Borges           | Elenco Principal                     | SIC   |
| 2011        | Maternidade                       | Nirca                    | Elenco Adicional                     | RTP1  |
| 2014        | Bem-Vindos a Beirais              | Benedita                 | Elenco Adicional                     | RTP1  |
| 2016 - 2017 | Amor Maior                        | Gisela Torres            | Elenco Principal                     | SIC   |
| 2019        | Alma e Coração                    | Carla Isabel             | Elenco Adicional                     | SIC   |
| 2019 - 2020 | Luz Vermelha                      | Tatiana                  | Elenco Principal                     | RTP1  |
| 2019 - 2021 | Golpe de Sorte                    | Graciete Pompeu Sanganha | Elenco Principal                     | SIC   |
| 2019        | Golpe de Sorte: Um Conto de Natal | Graciete Pompeu Sanganha | Elenco Principal                     | SIC   |
| 2021 - 2022 | Patrões Fora                      | Jéssica                  | Elenco Adicional (T1)                | SIC   |
| 2021 - 2022 | Patrões Fora                      | Safira Barata            | Elenco Principal (T2 de verão)       | SIC   |
| 2022        | Estamos em Casa                   | Ela Própria              | Apresentadora, ao lado de Rita Neves | SIC   |
| 2022        | Lua de Mel                        | Gisela Torres            | Elenco Principal                     | SIC   |
| 2023 - 2024 | Os Eleitos                        | Iolanda                  | Elenco Principal                     | SIC   |
| 2025        | Vitória                           |                          | Elenco Principal                     | SIC   |

### Cinema
| Ano  | Filme                                | Papel           |
| ---- | ------------------------------------ | --------------- |
| 2014 | Benoîte Brisefer: Os Táxis Vermelhos |                 |
| 2018 | O Grande Circo Místico               | Mulher Circense |